# Holcocera
Holcocera is een geslacht van vlinders van de familie spaandermotten (Blastobasidae).

## Soorten
- H. adjutrix Meyrick, 1918
- H. anthracographa Meyrick, 1937
- H. aphidella Walsingham, 1907
- H. argyrosplendella (Dietz, 1910)
- H. augusti Heinrich, 1920
- H. basiplagata Walsingham, 1912
- H. boreasella Dietz, 1910
- H. busckiella Dietz, 1910
- H. coccivorella (Chambers, 1880)
- H. confamulella Heinrich, 1921
- H. confectella (Zeller, 1873)
- H. crassicornella Dietz, 1910
- H. crescentella Dietz, 1910
- H. cylindrota Meyrick, 1918
- H. chalcofrontella Clemens, 1863
- H. chloropida Meyrick, 1922
- H. dianella Dietz, 1910
- H. digesta Meyrick, 1922
- H. dives Dietz, 1910
- H. elyella Dietz, 1910
- H. estriatella Dietz, 1910
- H. eusaris Meyrick, 1922
- H. extensa (Meyrick, 1918)
- H. fasciata (Stainton, 1859)
- H. fluxella (Zeller, 1873)
- H. funebra Dietz, 1910
- H. gibbociliella Clemens, 1863
- H. gigantella Chambers, 1876
- H. hemiteles Walsingham, 1912
- H. homochromatica Walsingham, 1912
- H. iceryaeella (Riley, 1887)
- H. illibella Dietz, 1910
- H. inclusa Dietz, 1910
- H. inconspicua (Walsingham, 1907)
- H. increta Meyrick, 1931
- H. insulatella Dietz, 1910
- H. interpunctella Dietz, 1910
- H. inunctella Zeller, 1839
- H. irenica (Walsingham, 1907)
- H. irroratella (Walsingham, 1891)
- H. lepidophaga Clarke, 1960
- H. lignyodes (Meyrick, 1914)
- H. limicola Meyrick, 1922
- H. livorella (Zeller, 1873)
- H. macrotona Meyrick, 1916
- H. maligemmella Murtfeldt, 1898
- H. melanostriatella Dietz, 1910

- H. messelinella Dietz, 1910
- H. modestella Clemens, 1863
- H. montivaga (Inoue et al., 1982)
- H. moriutiella (Sinev)
- H. morrisoni (Walsingham, 1907)
- H. nana Dietz, 1910
- H. nephalia Walsingham, 1907
- H. nigrostriata Walsingham, 1907
- H. nucella (Walsingham, 1907)
- H. ochrocephala Dietz, 1910
- H. orthophrontis Meyrick, 1932
- H. panurgella Heinrich, 1920
- H. paradoxa Powell, 1976
- H. percnoscia Meyrick, 1932
- H. phenacocci Braun, 1927
- H. pineae Amsel, 1962
- H. plagiatella Dietz, 1910
- H. pugionaria Meyrick, 1918
- H. pulverea (Meyrick, 1907)
- H. punctiferella (Clemens, 1863)
- H. purpurocomella Clemens, 1863
- H. pusilla Dietz, 1910
- H. rufopunctilla Dietz, 1910
- H. sciaphilella (Zeller, 1873)
- H. simulella Dietz, 1910
- H. spretella Dietz, 1910
- H. stygma (Walsingham, 1907)
- H. sylvestrella (Kuznetsov)
- H. sympasta Meyrick, 1918
- H. tartarella Dietz, 1910
- H. titanella (McDunnough, 1961)
- H. titanica Walsingham, 1912
- H. ursella (Walsingham, 1907)
- H. vestaliella Dietz, 1910
- H. villella (Busck, 1901)
- H. zelleriella Dietz, 1910